# Réserve naturelle de Mærrapanna
La réserve naturelle de Mærrapanna  est une réserve naturelle norvégienne qui est située dans la municipalité de Fredrikstad dans le comté d'Østfold.

## Description
Mærrapanna est une petite réserve naturelle et une zone récréative avec une zone de baignade. L'endroit contient beaucoup de zones de roche de granit lisse, de belles formations rocheuses et une végétation variée. Le granit est plus ou moins orangé. La zone de baignade a une grande plaine herbeuse et une végétation basse de pins et de feuillus entrecoupés d'arbres fruitiers. A 600 mètres de la zone de baignade, une zone protégée avec une végétation dense d'ifs se trouve le long de la route d'accès.

## Galerie

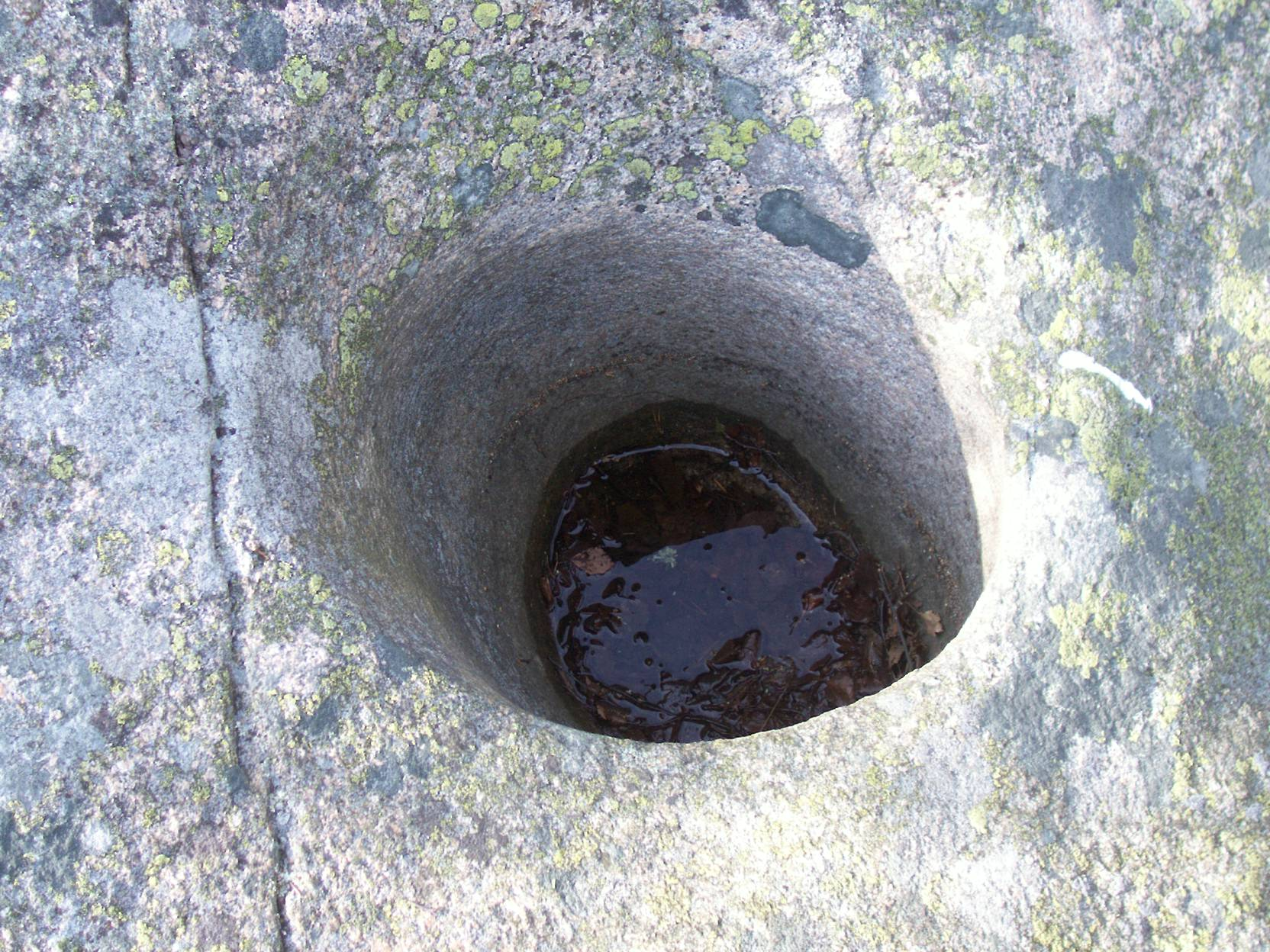
Nid de poule
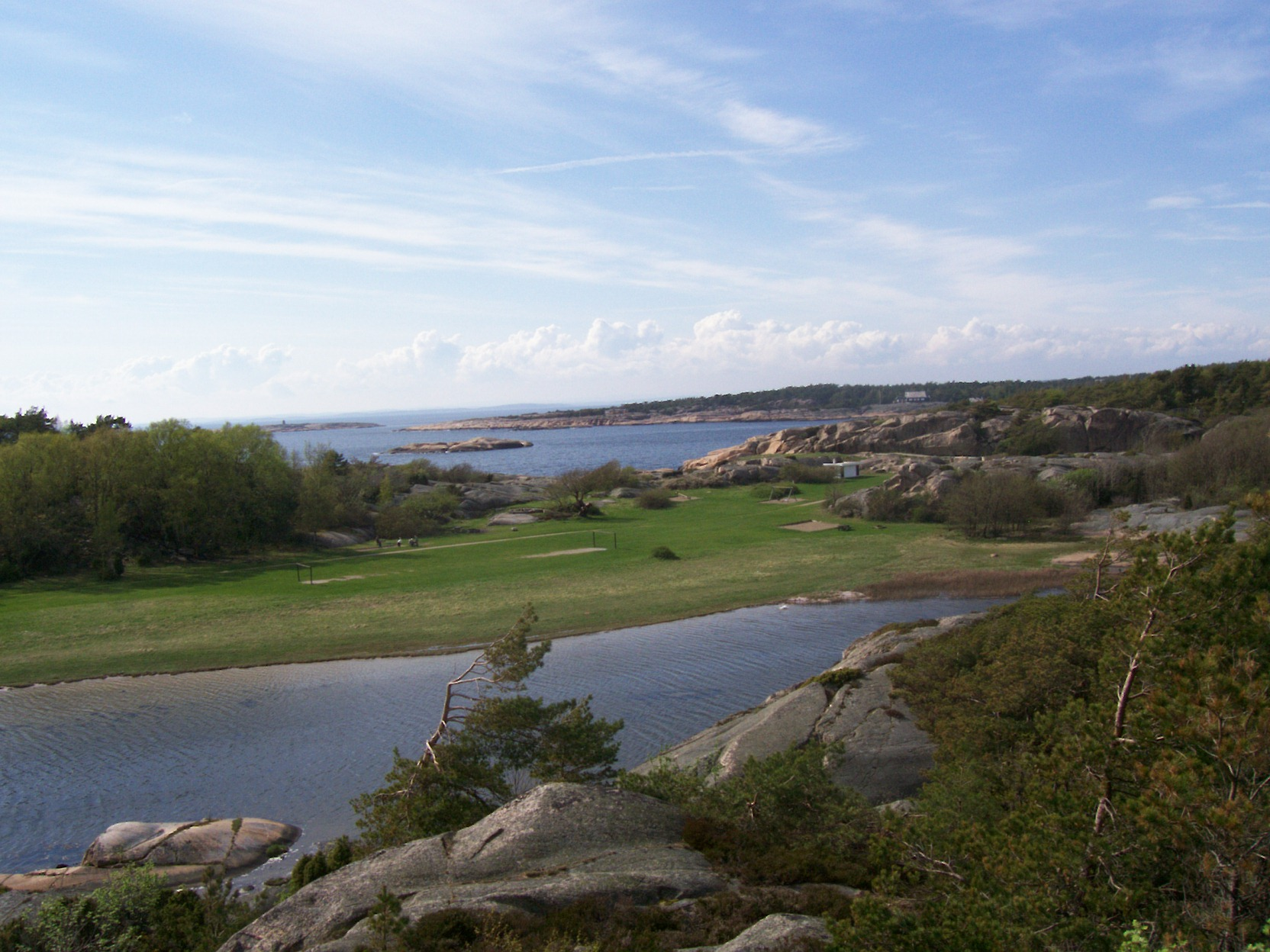
Zone de baignade
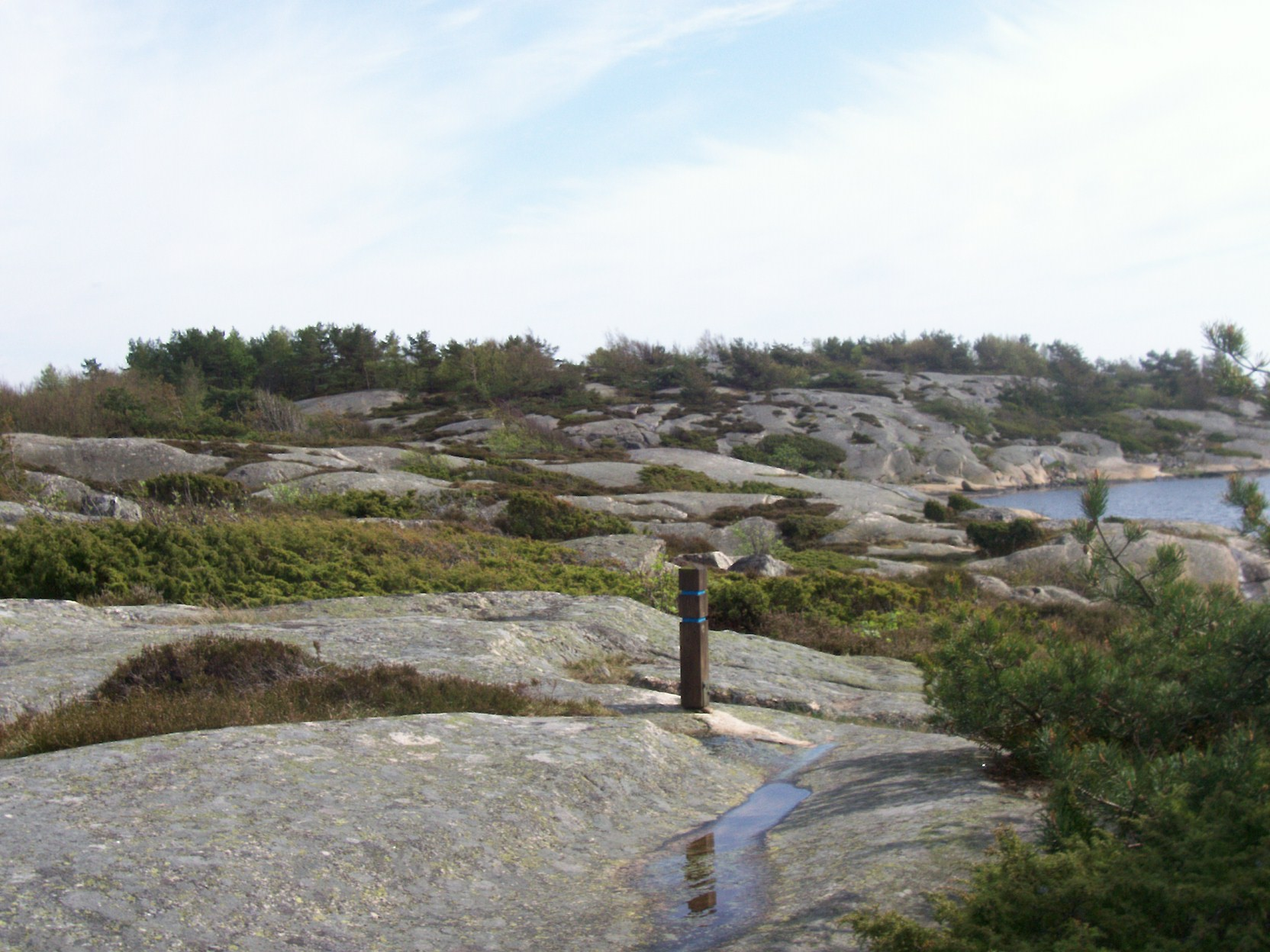
Affleurement de roche